# Arseniusz (Bałaban)
Arseniusz, właściwie Marek Bałaban herbu Korczak (zm. 1569) – prawosławny biskup lwowski (1549–1569).

## Życiorys
Urodził się jako Marek Bałaban herbu Korczak i był rycerzem, który po owdowieniu wstąpił do klasztoru. Przyjąwszy imię Arseniusz został 15 grudnia 1548 mianowany biskupem lwowskim przez króla Zygmunta I Starego i objął tę funkcję po śmierci Makarego (Tuczapskiego) w 1549, mimo sprzeciwu katolickiego arcybiskupa. W listopadzie 1549 kierowany trudną sytuacją finansową biskupstwa próbował podporządkować biskupstwu klasztor Zaśnięcia Matki Bożej w Uniowie i klasztor św. Onufrego we Lwowie, które były wówczas pod opieką bractwa lwowskiego i uważane za metropolitalne. Ponieważ jego postępowanie było bezwzględne i gwałtowne 20 listopada 1549 król Zygmunt II August pozbawił go udzielonego mu wcześniej patronatu i nakazał zrekompensować wyrządzone szkody. W czasie trwania sporu uzbrojeni słudzy i krewni Arseniusza zaatakowali klasztory łamiąc nakazy metropolity lwowskiego Makarego II, który złożył skargę na dwór królewski. Arseniusz został w 1555 wezwany przed sąd królewski, ale w tym czasie zmarł metropolita i postanowieniem króla klasztory powróciły pod opiekę bractwa lwowskiego.
Mając kilku synów Areseniusz wyraził życzenie, aby jeden z nich został jego następcą. Wybór padł na Gedeona. W 1566 Arseniusz uzyskał zgodę na przekazanie sakry biskupiej synowi i oficjalnie ustąpił z pełnionej funkcji pełniąc ją de facto do swojej śmierci w 1569. 
Arseniusz Bałaban jest uważany za przodka szlacheckiej rodziny Bałabanów, z której w XVI i XVII wieku wywodzili się duchowni prawosławni z Polski i Litwy.